# Эборак

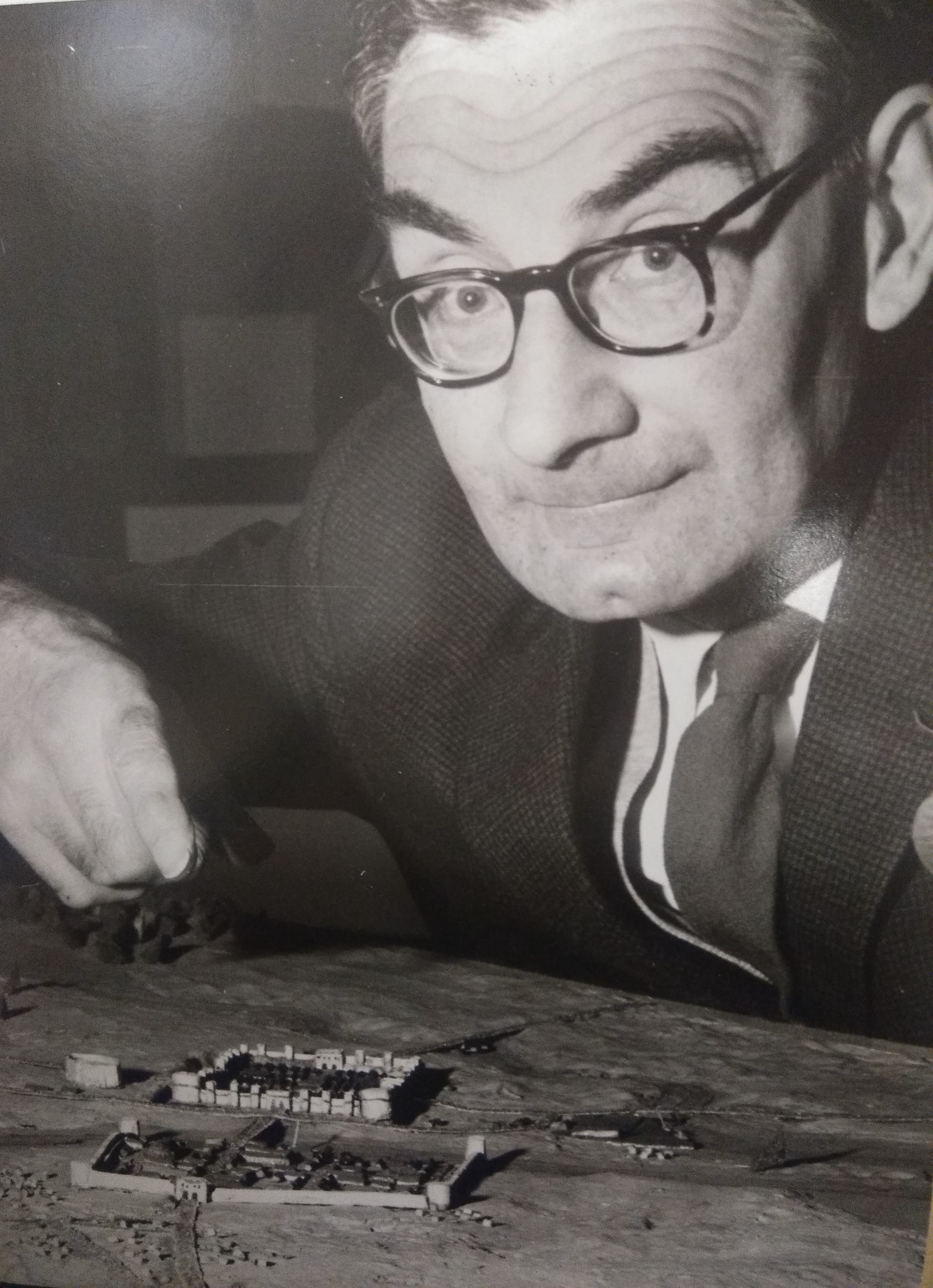
Археолог Л. П. Уэнем на фоне модели города и крепости Эборак

Эборак (лат. Eboracum) — крепость и город римской провинции Британия. Название в переводе с латинского языка означает «тисовое место». Во времена расцвета являлся крупнейшим городом Северной Британии и провинциальной столицей. После ухода римлян на месте города возник Йорк.

## Этимология
Первое известное письменное упоминание об Эбораке датировано 95—104 годами — поселение упомянуто в деревянной стилосной табличке из римской крепости Виндоланда на территории современного Нортамберленда. В римский период город именовался как Эборак, так и Эбурак.
Слово Eboracum произошло от общебритского *Eburākon, что означает «тисовое место». Затем название было латинизировано. По мнению Петера Схрейвера, «eburos не означает тис», а происхождением от латинского ebur (слоновая кость) обязано кабаньим клыкам.

## Основание
Начавшееся с 43 года до н. э. римское завоевание Британии лишь к началу 70-х годов перешло реку Хамбер. Это произошло потому, что жившие тут бриганты ранее были клиентским государством Рима. Когда вождь Венутий стал враждебен Риму, римский полководец Квинт Петиллий Цериалис повел IX Испанский легион на север от Линдума (нынешний Линкольн) через Хамбер. Эборак был основан в 71 году нашей эры, когда они построили каструм на равнине над рекой Уз, недалеко от её слияния с рекой Фосс. В том же году Цериалис был назначен легатом-пропретором Британии.
Вокруг крепости, особенно на её юго-восточной стороне, выросло постоянное поселение. Мирные жители также поселились на противоположной стороне реки, первоначально вдоль ведущей из Эборака на юго-запад главной дороги. К концу II века были проложены улицы, возведены общественные здания и частные дома, раскинувшиеся террасами на крутых склонах над рекой.

## Крепость
Каструм Эбораку был ориентирован на северо-восток/юго-восток на северный берег реки Уз. Его размеры составляли 1474 × 403 м. and covered an area of 50 акров (202 342,8211000000 м2). Есть некоторые свидетельства существования via praetoria, via decumana и via sagularis. Большая часть материалов по укреплениям крепости возникла в результате обширных раскопок, проведенных Л. П. Уэнамом.
Планировка крепости соответствовала римским стандартам: деревянные постройки внутри квадратной оборонительной границы. Оборонительные сооружения, первоначально состоявшие из торфяных валов были построены между 71 и 74 годами нашей эры. Позже они были заменены глиняной насыпью с торфяным фасадом на новом дубовом фундаменте, и в конце концов были добавлены деревянные зубчатые стены, которые затем были заменены известняковыми стенами и башнями. Первоначальный деревянный лагерь был отремонтирован Агриколой в 81 году, а затем полностью перестроен в камне между 107 и 108 годами. Вскоре после этого в крепости разместился гарнизон VI легиона, возможно, уже в 118 году.
Возведение каменных укреплений началось в начале II века при императоре Траяне, но, возможно, для их завершения потребовалось более 100 лет — к началу правления Септимия Севера. По оценкам, эта процедура потребовала более 48 тысяч м3 камня, в основном взятого из магнезиального известняка из карьеров недалеко от римского поселения Калькария (Тадкастер).